# Cyclopsitta
Cyclopsitta – rodzaj ptaków z podrodziny dam (Loriinae) w obrębie rodziny papug wschodnich (Psittaculidae).

## Rozmieszczenie geograficzne
Rodzaj obejmuje gatunki występujące na Nowej Gwinei oraz północno-wschodniej i wschodniej Australii.

## Morfologia
Długość ciała 13–19 cm, rozpiętość skrzydeł 25–28 cm; masa ciała 25–126 g.

## Systematyka
Rodzaj zdefiniował w 1850 roku niemiecki zoolog Ludwig Reichenbach w publikacji własnego autorstwa poświęconej klasyfikacji naturalnej ptaków. Gatunkiem typowym jest (późniejsze oznaczenie) figówka zmienna (C. diophthalma).

### Etymologia
- Cyclopsitta (Cyclopsittacus (gr. ψιττακος psittakos ‘papuga’)): w greckiej mitologii cyklopi (Cyclops) byli rasą gigantów żyjących na Sycylii i mających jedno oko pośrodku czoła, od gr. κυκλωψ kuklōps, κυκλωπος kuklōpos ‘o okrągłych oczach’, od κυκλος kuklos ‘koło’; ωψ ōps, ωπος ōpos ‘oko”; nowołac. psitta ‘papuga’, od gr. ψιττακη psittakē ‘papuga’[9].
- Psittaculirostris: rodzaj Psittacula Cuvier, 1800 (aleksandretta); łac. -rostris ‘-dzioby’, od rostrum ‘dziób’ (tj. długodzioby)[10]. Gatunek typowy (oznaczenie monotypowe): Psittacula desmarestii Lesson, 1830 (= Psittacus desmarestii Desmarest, 1826).
- Opopsitta: gr. οπος opos ‘sok z fig’; nowołac. psitta ‘papuga’, od gr. ψιττακη psittake ‘papuga’[11]. Gatunek typowy (późniejsze oznaczenie)[12]: Psittacula diophthalma Hombron & Jacquinot, 1841.
- Manopsitta: łac. manus ‘dłoń’; nowołac. psitta ‘papuga’, od gr. ψιττακη psittake ‘papuga’[13]. Gatunek typowy (oryginalne oznaczenie): Cyclopsitta coxeni Gould, 1867.
- Cruopsitta: gr. κρυος kruos, κρυεος krueos ‘mróz’; nowołac. psitta ‘papuga’, od gr. ψιττακη psittakē ‘papuga’[14]. Gatunek typowy (oryginalne oznaczenie): Cyclopsittacus edwardsii Oustalet, 1885.

### Podział systematyczny
Do rodzaju należą następujące gatunki:
- Cyclopsitta diophthalma (Hombron & Jacquinot, 1841) – figówka zmienna
- Cyclopsitta desmarestii (Desmarest, 1826) – figówka tęczowa
- Cyclopsitta edwardsii Oustalet, 1885 – figówka czerwonobroda
- Cyclopsitta salvadorii Oustalet, 1880 – figówka żółtobroda